# リーヴズ・アイズ
リーヴズ・アイズ（Leaves' Eyes）は、ドイツ出身のゴシック/シンフォニックメタル・バンド。
紅一点の女性ボーカリストを擁するグループで、北欧神話や中世ヴァイキングの時代などをテーマとしたスタイルを展開している。

## 概要

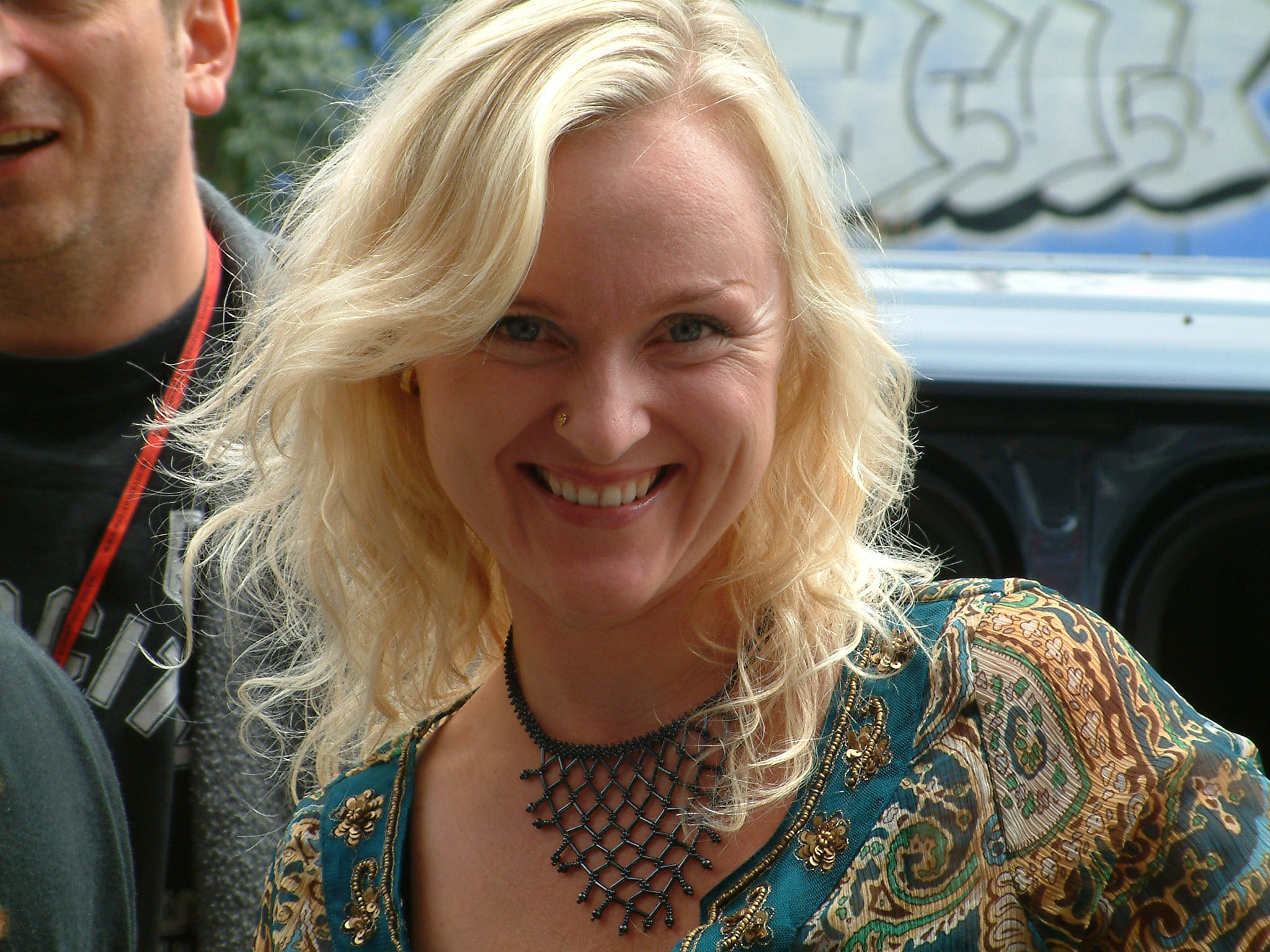
リヴ・クリスティン(Vo) 2005年

ゴシックメタル・バンド「シアター・オヴ・トラジディー」を解雇されたリヴ・クリスティンと、夫アレクサンダー・クルルのバンドである「アトロシティ」のメンバーによって、2003年に結成。
バンドのサウンドはゴシックメタルやシンフォニックメタルが基本であるが、ボーカリストのクリスティンが描く祖国ノルウェーの歴史や風景が大きな要素となっており、これがフォークメタルたる理由になっている。
2ndアルバム『Vinland Saga』は、ヴァイキングであったレイフ・エリクソンのヴィンランド渡航を描いたコンセプト・アルバムになっており、こちらも高い評価を得た。
2016年、オリジナルシンガー リヴ・クリスティンが、アレクサンダーと夫婦関係を解消しツアー途中に脱退。後任に、フィンランドのメロディックメタル・バンド「enkElination」(現Angel Nation）のボーカリスト エリナ・シーララが加入した。
2018年、エリナが参加しての7thアルバム『Sign of the Dragonhead』を発表。

## メンバー

### 現ラインナップ
- エリナ・シーララ (Elina Siirala) - ボーカル (2016- )
フィンランド出身。ツォーマス・ホロパイネンとは、いとこ
- アレクサンダー・クルル (Alexander Krull) - キーボード/ボーカル (2003- )
元妻は、元メンバーのリヴ・クリスティン
- トーステン・バウアー (Thorsten Bauer) - ギター/ベース (2003- )
- ヨリス・ナイエンハンス (Joris Nijenhuis) - ドラムス (2013- )
- ミッキー・リヒター (Micki Richter) - ギター (2019- )

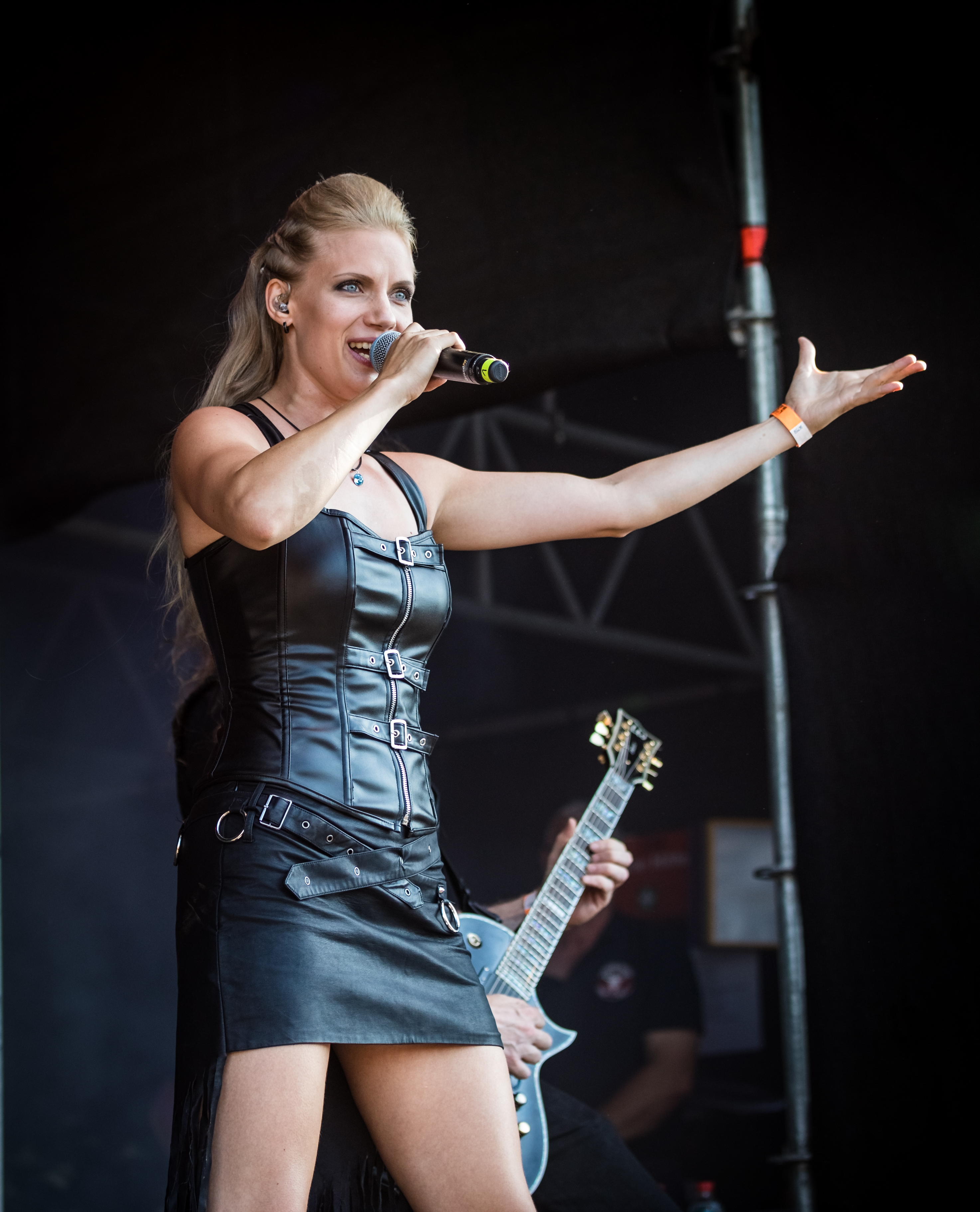
エリナ・シーララ(Vo) 2018年
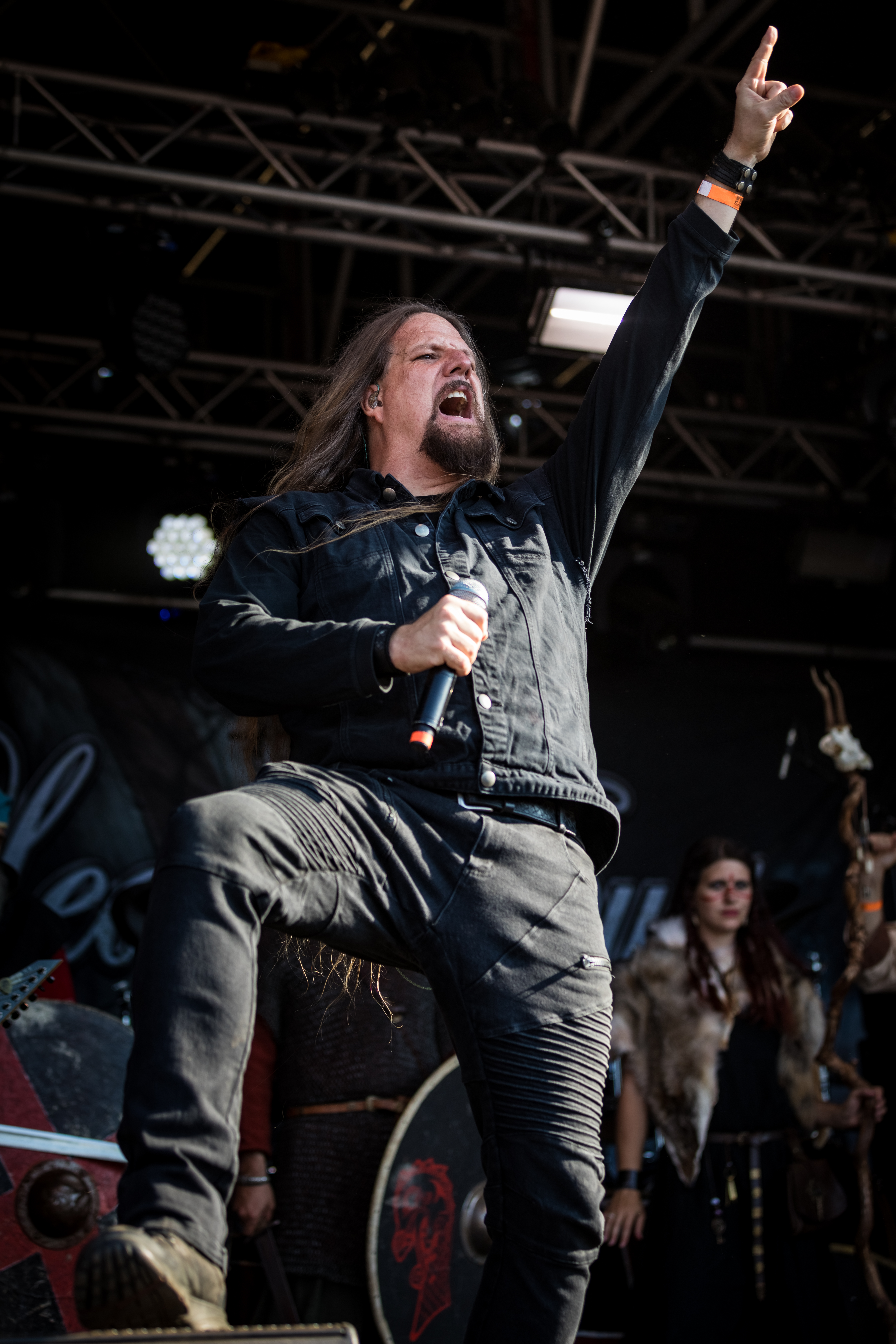
アレクサンダー・クルル(Key/Vo) 2018年
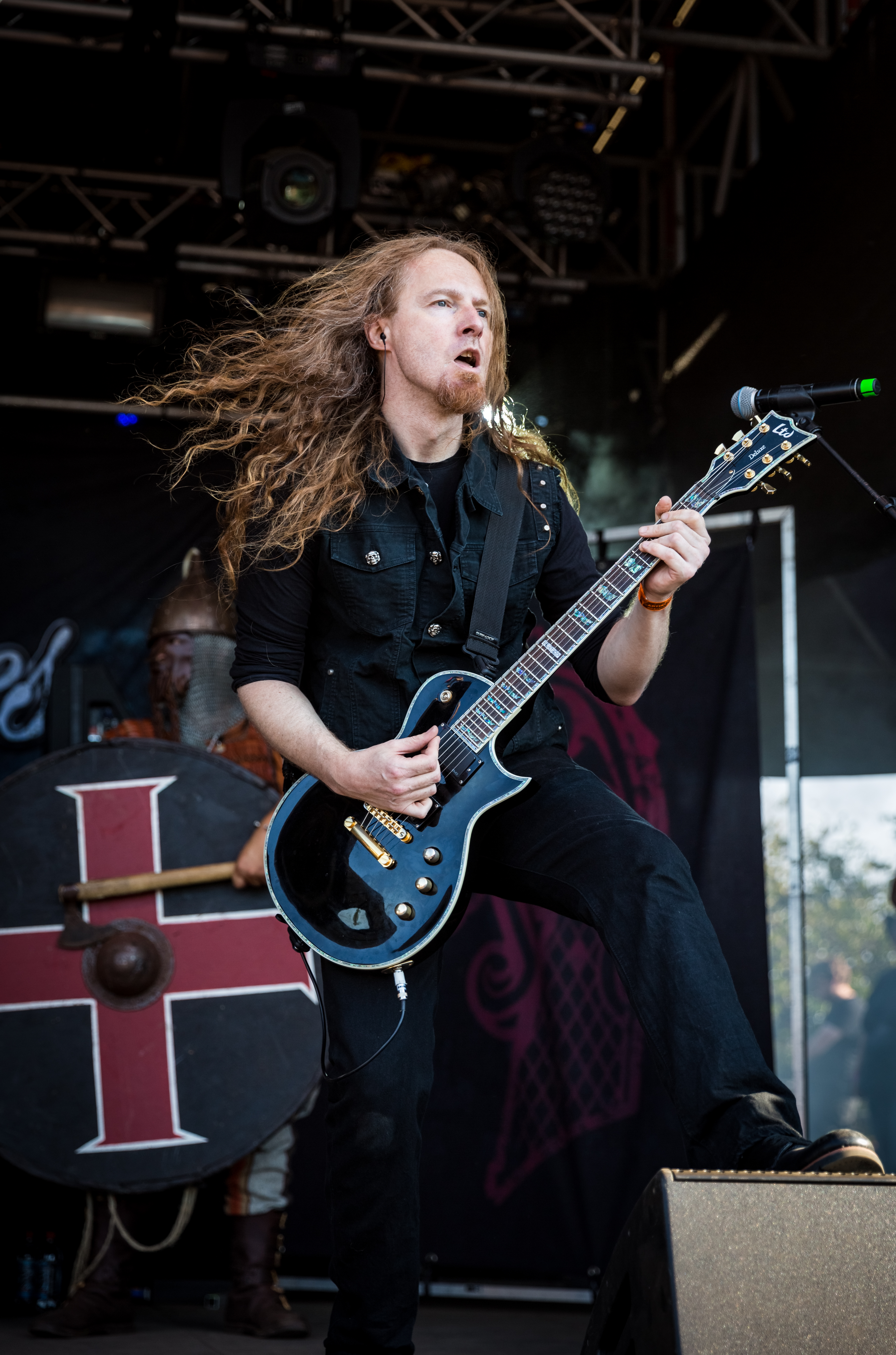
トーステン・バウアー(G) 2018年
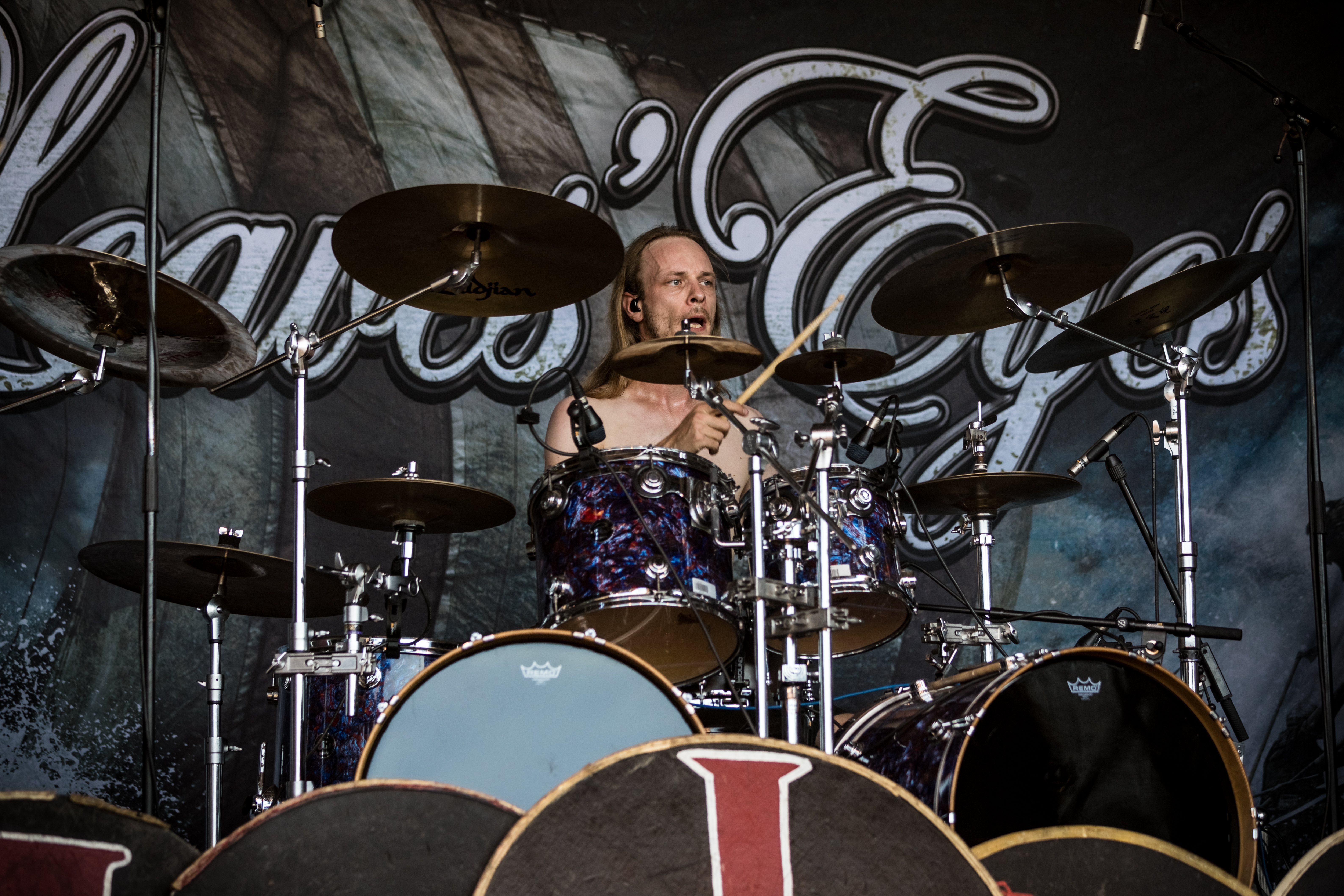
ヨリス・ナイエンハンス(Ds) 2018年

### 旧メンバー

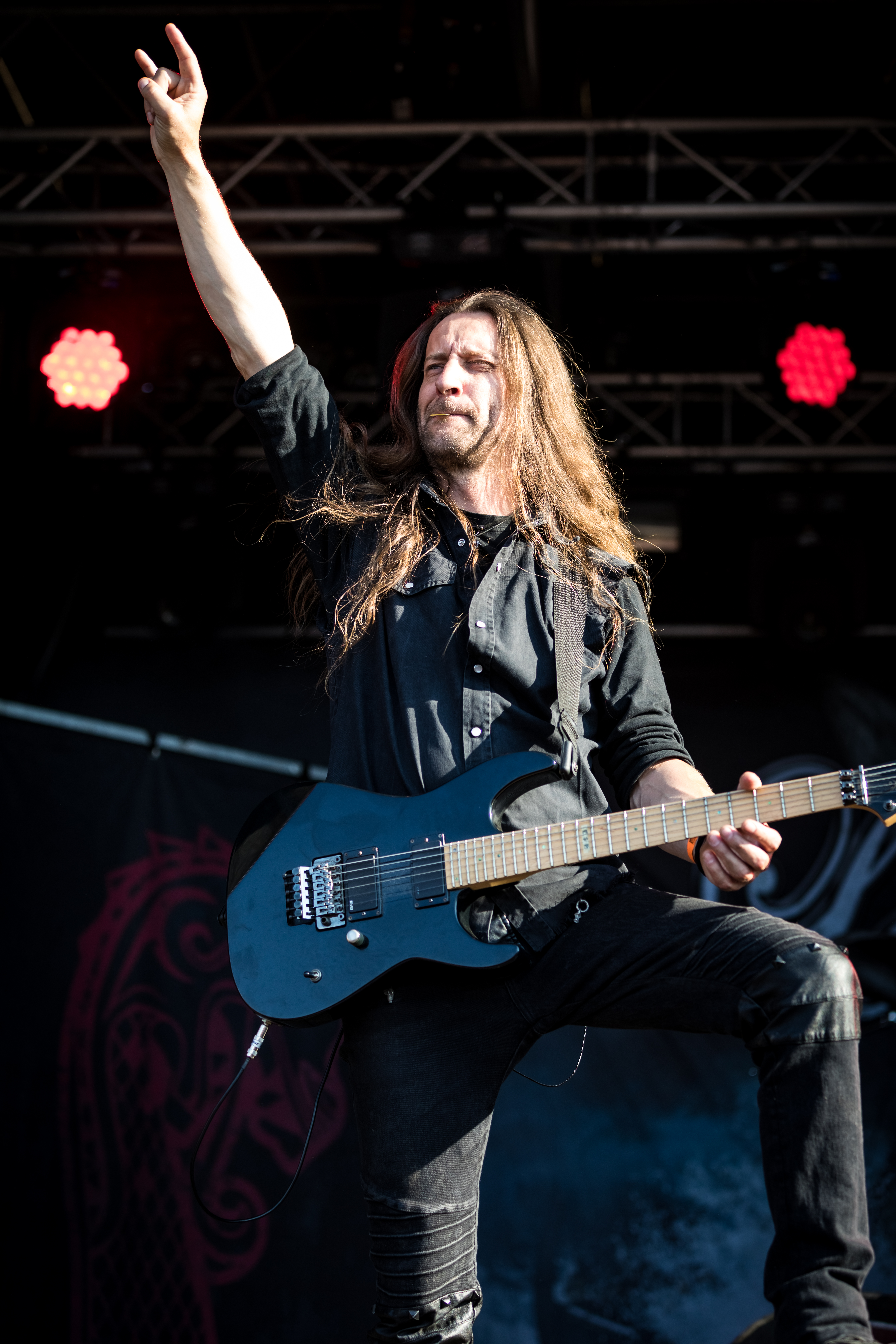
ピート・ストライト(G) 2018年

- リヴ・クリスティン (Liv Kristine) - ボーカル (2003-2016)
元夫は、メンバーのアレクサンダー・クルル
- マティアス・ルデラー (Mathias Röderer) - ギター (2003-2010)
- クリス・ルクハウプ (Chris Lukhaup) - ベース (2003-2007)
- マーティン・シュミット (Martin Schmidt) - ドラムス (2003-2004)
- ニコラス・バーカー (Nicholas Barker) - ドラムス (2004-2008)
- モリツ・ノイナー (Moritz Neuner) - ドラムス (2005-2007)
- アラ・フェディニッヒ (Alla Fedynitch) - ベース (2007-2010)
- セヴァン・アントノボラス (Seven Antonopoulos) - ドラムス (2008-2010)
- JB・ファン・デル・ヴァル (JB van der Wal) - ベース (2010-2013)
- ローランド・ナヴラティル (Roland Navratil) - ドラムス (2010-2012)
- サンダー・ファン・デル・ミーア (Sander van der Meer) - ギター (2010-2015)
- フェリックス・ボーン (Felix Born) - ドラムス (2012-2013)
- ピート・ストライト (Pete Streit) - ギター (2015-2019)

## 作品

### アルバム
スタジオアルバム
- Lovelorn (2004年)
- Vinland Saga - ヴィンランド・サーガ (2005年)
- Njord (2009年)
- Meredead (2011年)[3]
- Symphonies of the Night (2013年)
- King of Kings (2015年)
- Sign of the Dragonhead (2018年)

ライブアルバム
- We Came with the Northern Winds: En Saga i Belgia (2009年)

### シングル・EP
- Into Your Light (2004年)
- Elegy (2005年)
- Legend Land (2006年)
- My Destiny (2009年)
- At Heaven's End (2010年)
- Melusine (2011年)
- Fires in the North (2016年)

### ライブCD＆DVD
- We Came with the Northern Winds: En Saga I Belgia (2009年)